# Morze Riiser-Larsena
Morze Riiser-Larsena (ang.: Riiser-Larsen Sea) – morze Oceanu Południowego rozciągające się u brzegów Antarktydy Wschodniej. Znajduje się między Morzem Łazariewa (na zachód) a Morzem Kosmonautów (na wschód). Akwen rozciąga się wzdłuż wybrzeży Ziemi Królowej Maud.

## Charakterystyka
Morze znajduje się między 15° E i 30° E i jest pokryte lodem morskim przez większą część roku.
Nazwa morza pochodzi od imienia norweskiego badacza polarnego Hjalmara Riiser-Larsena.